# Autódromo Internacional do Algarve
Autódromo Internacional do Algarve, även kallad Circuito Portimão, är en racerbana belägen i Portimão, Portugal. Banan är 4,692 km lång. Den blev klar i oktober 2008 och godkändes av FIM 11 oktober 2008 och FIA 13 oktober 2008. Portugals Grand Prix i Formel 1 kördes på banan både 2020 och 2021.

## Tävlingar
Sista racehelgen i Superbike 2008 kördes på Autódromo Internacional do Algarve 2 november. Superbike-VM har körts på banan sedan dess. 2 augusti 2009 höll banan ett Le Mans Series race på 1000 km tillsammans med World Series by Renault. Den 7:e deltävlingen av FIA GT säsongen 2009 kördes på banan 13 september 2009. Formel 1-teamen McLaren, Honda, Toyota och Ferrari har testat på banan. Sista GP2-helgen 2009 och en WTCC-helg 2010 kördes här.
I juli år 2020 kom det ut att Formel 1 kommer att köras på banan som ett återkommande av tävlingen Portugals Grand Prix. Det meddelades i början av 2021 att F1 kommer att köras på banan även denna säsong.